# Ante Ružić – Baćo
Ante Ružić – Baćo  (Split 1. srpnja 1882. – Split, 13. prosinca 1936.), splitski atlet,  trkač-maratonac, osobenjak i izdavač humorističkih listova među kojima se navode Kalamita, Kukumar, Lavandera, Luce Kusa, Marun, Palombaro, Rešeto, Rombizon, Šajeta, Škovacin, Šupljača, Zvončić, i drugi. Zbog nekih provokativnih natpisa u novinama jedno vrijeme proveo je i u zatvoru.
Ante Ružić rodio se u Gojsalića ulici kao sin težaka i crkvanjaka Marina koji je i pjevao u crkvi sv. Petra. Baćo se počeo isticati dugačkim trčanjima po splitskim ulicama koji su trajali satima, ili je trčao od Splita do Solina, Klisa, Sinja, Trogira, Dugog Rata i Omiša, te od Drniša i Knina.
S trčanjima je počeo 1905. godine kao dvadesetrogodišnjak, a redovito je trčao na proslavama Sudamije, a to je radio redovito do tridesetih godina 20.-tog stoljeća. Njegova najpoznatija trka zbila se 27. rujna 1908. godine kada je dionicu od Splita do Klisa pretrčao 15 minuta brže od 'Rere' o čemu je dobio potvrdu željezničke stanice Klis i načelnika Klisa, a za to je dobio i 200 kruna milodara ili nagrade. Dionicu od od Drniša do Knina pretrčao je za 1 sat i 30 minuta, a od Drniša do Šibenika 2 sata i 10 minuta.
Umro je 13. prosinca 1936. god. u svojoj bijednoj potleušici usred Geta, gdje su ga našli kako leži na podu, bez kreveta i pokrivača. Miljenko Smoje ovjekovječio je Antu Ružića u domaćoj seriji Velo misto u liku Baćo.

## Vanjske poveznice
- Dalmatinski Portal: Tko je bio Baćo iz Velog mista?
- Video: Legendarna "Baćo" utrka u Vodicama: Rade Vučak vs Josip Zanze  Arhivirana inačica izvorne stranice od 20. rujna 2016. (Wayback Machine)